# Belton-in-Rutland
Belton-in-Rutland – wieś w Anglii, w hrabstwie Rutland. Leży 10 km na południowy zachód od miasta Oakham i 130 km na północ od Londynu. W 2001 miejscowość liczyła 335 mieszkańców.